# ロバート・ブラウン
ロバート・ブラウン（Robert Brown、1773年12月21日 - 1858年6月10日）は、イギリスのスコットランド生まれの植物学者。

## 主な業績
細胞核を発見。オーストラリア産の多くの植物を分類・命名した。1811年に王立協会フェロー選出。1839年に同協会からコプリ・メダル受賞。
1827年（1828年という記述もあり）、水面上に浮かべた花粉が破裂して中から出てきた微粒子が不規則に動くことを発見した。ブラウン以前にもこの運動を観察した学者はいるが、ブラウンが最も詳細な記録を残したことから、今なおこの運動はブラウン運動と呼ばれている。ブラウンは、花粉の中にある生命の源が、花粉自体を動かすのだと考えたが、のちに微細な粉末なら、生物に由来しなくてもこの運動が生じることも発見した。ブラウン運動の謎がアインシュタインにより解明されるのは、ブラウンの没後であった。